# Le Petit Robert

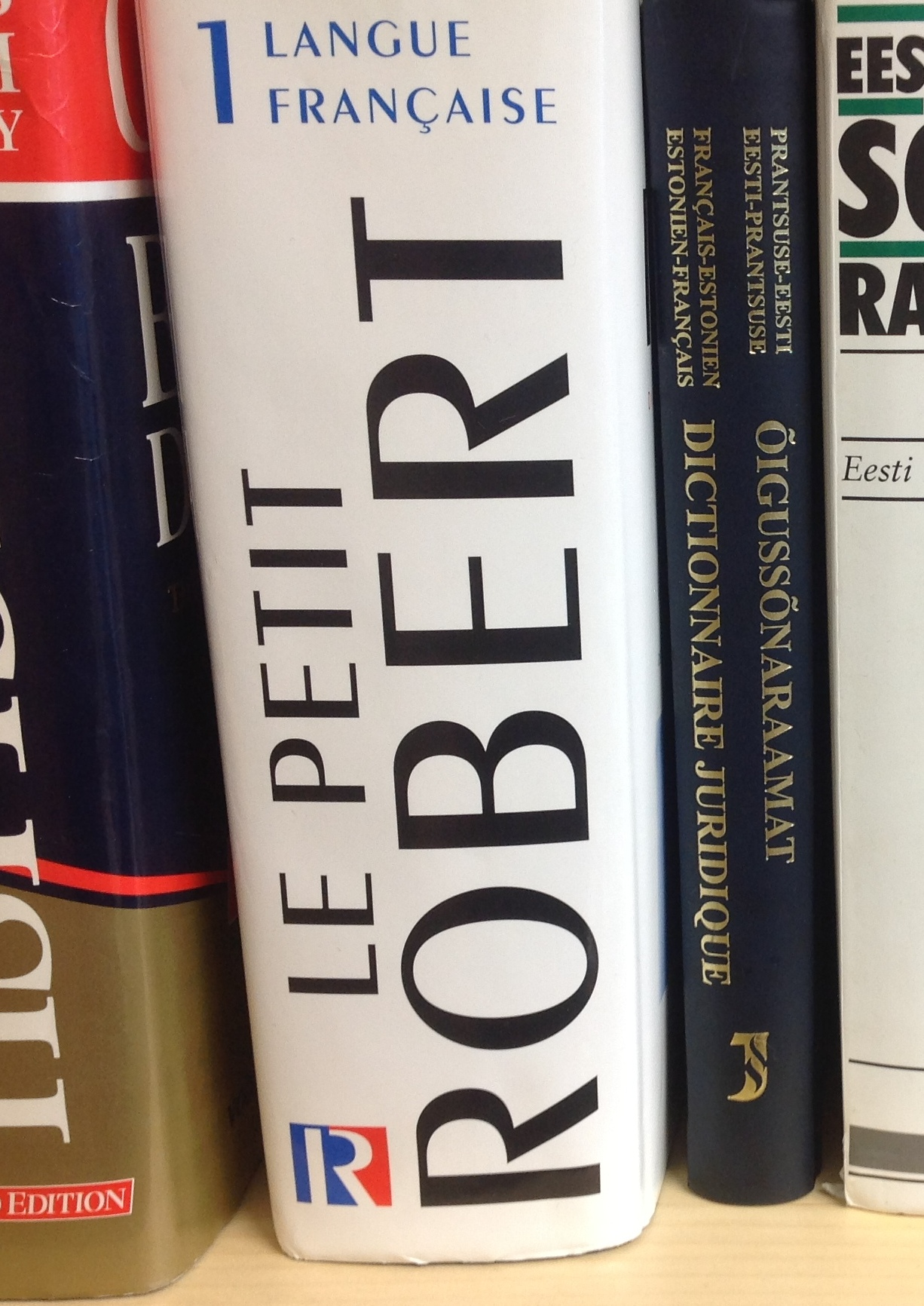
Le Petit Robert.

Le Petit Robert es un diccionario de lengua francesa, publicado por Diccionarios Le Robert. Su primera edición surgió en 1967, y es una versión abreviada, en un solo volumen, del Dictionnaire alphabétique et analogique de la langue française (Diccionario alfabético y analógico de la lengua francesa), que consta de 8 volúmenes.
El diccionario cuenta con anexos complementarios: Correspondencias de las principales fechas de las palabras, lista de nombres comunes y de adjetivos correspondientes a los nombres propios de personas y lugares, listado de nombres propios de ciudades y gentilicio y adjetivos correspondientes, un pequeño diccionario de sufijos del francés y la conjugación de los verbos.
La edición 2004, además de dar la definición de las palabras, contiene sus antónimos, sus sinónimos, y su etimología. Por esta razón a menudo es apreciado por la gente que redacta textos en francés. Esta edición tiene 60 000 palabras. Aparentemente es más tolerante (algunos dicen que más vago) que El Pequeño Larousse.

## Citas
Décrire les mots, c'est éclairer le passé, viser l'avenir, et donner du sens à notre présent.

 («Describir las palabras es aclarar el pasado, mirar al futuro y dar sentido a nuestro presente»)- Cita escrita en la cubierta del Petit Robert 2013 y 2014. - Alain Rey

La langue française est notre bien commun, notre maison, il suffit de la mieux connaître pour l'aimer.

(«La lengua francesa es nuestro bien común, nuestra casa. Basta con conocerla mejor para amarla» - Alain Rey

## Ejemplo de ediciones
- Le Petit Robert 2018, Diccionarios Le Robert, 2017, XLII p. y 2837 p., 25 cm  (ISBN 978-2-32101-060-9).
- Le Petit Robert de la langue française 2017, Dictionnaires Le Robert, 2016, XLII p. y 2837 p., 25 cm  (ISBN 978-2-32100-980-1).
- Le Petit Robert de la langue française : edición 2016, Dictionnaires Le Robert, 2015, XLII p. et 2837 p., 25 cm  (ISBN 978-2-32100-648-0),[4][5]
- Le Petit Robert de la langue française : edición 2016, Dictionnaires Le Robert, 2015, XLII p. et 2837 p., 25 cm  (ISBN 978-2-32100-650-3).[6]·[7]
- Le Petit Robert de la langue française : edición 2015, Dictionnaires Le Robert, 2014, XLII p. et 2837 p., 25 cm  (ISBN 978-2-32100-466-0).
- Le Petit Robert 2014, Dictionnaires Le Robert, 2013, XLII p. y 2837 p., 25 cm  (ISBN 978-2-32100-216-1).
- Le Petit Robert 2013, Dictionnaires Le Robert, 2012, XLII p. y 2837 p., 25 cm  (ISBN 978-2-32100-042-6).
- Le Petit Robert 2012, édition des 60 ans, Dictionnaires Le Robert, depósito legal en mayo de 2011  (ISBN 978-2-84902-841-4).
- Le Nouveau Petit Robert de la langue française 2009, Dictionnaires Le Robert  (ISBN 978-2-84902-891-9).
- Le Petit Robert 2004, depósito legal agosto de 2003[8]
- Nouveau Petit Robert. Dictionnaire alphabétique et analogique de la langue française, nueva edición renovada y amplificada bajo la dirección de Josette Rey-Dubove y Alain Rey, París, Le Robert, 1993.
- Petit Robert. Dictionnaire alphabétique et analogique de la langue française, Secretario general de redacción: Alain Rey, París, 1967.